# MIYAVI
미야비(雅-MIYAVI-, 1981년 9월 14일 ~ )는 일본의 비주얼 록 음악가이다. 자신의 할아버지와 할머니가 한국인이다. 오사카부 고노하나구 니시구조에서 일본인 어머니와 재일 한국인 2세 아버지 사이에서 태어났다.

## 인물
- 1981년 9월 14일 출생. 일본인 모친과 재일 한국인 2세(귀화)인 부친 사이에 오사카부 고노하나구 니시구조에서 태어남.
- Gackt를 평소에 Gackt형이라 부르며 따른다.[출처 필요]
- 초등학교에 입학하며 축구를 시작한다. 기업 팀 주니어유스 (Junior Youth)에 소속. 현(縣) 대표 선수로 발탁되어, 프로 축구 선수가 되는 것을 꿈꾸지만 15세 때 발을 다친다. 그것을 계기로 팀을 탈퇴하고 축구를 그만 둔다.
- 고등학교를 자퇴한 후 음악을 접하게 된다. 기타를 시작하고 간사이에서 활동.
- 17세 때 은인이던 선배의 죽음에 쇼크를 받고 그대로 상경.
- 상경 후, 라이브 하우스에서 전(前) 밴드의 멤버와 만남. 1박한 후, 밤새 작곡을 끝낸 것을 계기로 밴드에 가입하게 되었다.

## 내역
- 1999년 6월부터, Due'le quartz의 기타리스트로 활동. 밴드 중에서는 작사와 작곡, 편곡을 거의 전부 담당했다.
- 2002년 9월, Due'le quartz가 해체. 그 익일, 홈페이지에 솔로 데뷔가 발표된다.
- 2002년 10월 31일, 앨범 『가가쿠-gagaku-』(雅樂-gagaku-)를 발매하고, 솔로 활동을 본격적으로 개시.
- 2003년 4월 25일, 첫 번째 콘서트를 시부야 공회당 (현:CC Lemon Hall)에서 열린다. 같은날 팬클럽 코미야비렌고우 (仔雅連合:자아연합)가 발족.
- 2003년 12월 2일, 앨범 『미야비-galyuu-류』(雅-galyuu-流) 발매.
- 2004년 2월부터, 첫 전국 투어 「도쿄탈주.」를 개최.
- 2004년 7월 10일, 투어 추가 공연 「일본탈주.」를 한국, 타이완에서 개최.
- 2004년 8월 11일, 팬 감사제 「미야비-miyavi- VS 도쿄돔」(雅-miyavi-VS東京ド-ム)전이라고 제목을 붙여 도쿄돔에서 무료로 팬 이벤트를 개최.
- 2004년 8월 31일, 인디즈 라스트 라이브 「This is 왕도.」(This is 王道。)를 일본 부도칸에서 개최.
- 2004년 10월 20일, 싱글 『록의 역습 -슈퍼스타의 조건-/21세기형 진행곡』(ロックの逆襲 -ス-パ-スタ-の條件-/21世紀型行進曲)으로 유니버설 뮤직에서 메이저 데뷔.
- 2004년 10월 24일, 도내에서 완전 비밀 Secret LIVE 「검은 옷 한정 GIG~코미야비렌고우의 역습~」(黒服限定ギグ~仔雅の逆襲~)을 개최.
- 2004년 12월 19일, BUZZ ROCK present's 2004 X'mas 「마야뷔가 거리에 나타난다!!」를 개최.
- 2004년 12월 27일·28일, 이벤트 코미야비렌고우 주최 송년회 「미야비-miyavi-전 하마나호」(雅-miyavi-博 in 浜名湖)를 개최.
- 2005년 4월, 「신곡 공개 리허설 “푸치”TOUR ~Re:허설~」(新曲公開リハ-サル“ぷち”TOUR ~Re:ハ-サル~)을 개최.
- 2005년 5월 4일, 싱글 「Freedom Fighters -아이스크림을 든 맨발의 여신과, 기관총을 든 누드의 임금님-」(Freedom Fighters -アイスクリ-ム持った裸足の女神と、機關銃持った裸の王様-)을 발매.
- 2005년 6월 1일, 첫 번째 메이저 앨범 『미야비-miyavizm-주의』(雅-miyavizm-主義)를 발매.
- 2005년 7월, 전국 투어 「「나님 누우구지?」 ~라이브 하우스에 가자~」(「俺様だぁれだ」~ライブハウスへ行こう~)를 개최.
- 2005년 10월, 싱글 「결혼식 노래/Are you ready to ROCK?」(結婚式の唄/Are you ready to ROCK?) 발매 기념 이벤트 「몸 귀족*미야비-miyavi-씨의 부인 찾기 여행-2005- 전야제」(身貴族*雅-miyavi-氏の花嫁探しの旅-2005- 前夜祭)를 개최. 이때 처음으로 「독주가 (獨奏歌)」(슬랩을 중심으로 독학한 연주법과 『Gigpig』이라고 하는 독자적인 악기 (드럼, 탬버린 등 여러 가지 악기가 조합된다.)를 이용한 독주) 미야비-miyavi-의 퍼포먼스 스타일을 공연한다.
- 2005년 12월, 「Peace＆Smile Carnival tour 2005」를 개최.
- 2006년 1월 18일, 싱글 「세뇨르 세뇨라 세뇨리따/Gigpig부기」발매.
- 2006년 3월 - 4월, 「미야비와 가는 음악과 명탕(온천) 여행 『내년에는 장기 휴가 갑니다』. 때문에, 팬클럽하고 온천 여행 합니다 -2006-」을 개최.
- 2006년 4월 12일, 싱글 「Dear my friend/사랑하는 사람」(Dear my friend/愛しい人)을 발매.
- 2006년 7월 5일, 싱글 「너에게 소원을」(君に願いを)를 발매.
- 2006년 8월 2일, 앨범 『MYV☆POPS』를 발매.
- 2006년 9월 13일, 앨범 『미야비-미야비 노래-노래 ~독주~』(雅-みやびうた-歌 ~獨奏~)를 발매.
- 2006년 9월 14일 - 18일, 「25주년 기념 공연 도쿄 예술 극장 5days ~독주~」를 개최.
- 2006년 9월부터, 약 반년간 솔로 아티스트로서의 기량을 키우기 위해 혈혈단신으로 미국 로스앤젤레스에 유학.
- 2007년 2월, 라스베이거스의 호텔 MGM 그라운드 클럽에서 DJ, 퍼커셔니스트와 세션.
- 2007년 5월, 로스앤젤레스에서 열린 요시키 주최의 『J-Rock-Revolution』의 게스트로 출연, yoshiki, Gackt, SUGIZO, 미야비에 이르는 신 밴드 S.K.I.N.의 가입을 발표하였다.
- 2007년 6월 20일, 싱글 「화려하게 핀 꽃처럼/가부키쵸 남자」 (咲き誇る華の様に/歌舞伎男子:사키호코루하나노요우니/카부키쵸오토코)로 활돌 재개.
- 2007년 7월 - 8월, 「【미야비-miyavacation-휴가'07】The Beginning Of NEO VISUALIZM Tour 2007」(로스앤젤레스, 독일, 대한민국, 중국을 포함)을 감행.
- 2007년 11월 14일, 싱글 「멋진건가, 이 세상 -WHAT A WONDERFUL WORLD-」(素晴らしきかな、この世界 -WHAT A WONDERFUL WORLD-)를 발매.
- 2007년 11월 14일부터, 신곡 발매 이벤트 「멋진, 즉매회-2007」가 도쿄, 후쿠오카, 오사카, 삿포로, 나고야 등 5개 도시에서 개최.
- 2007년 12월 25일, 「The Beginning Of NEO VISUALIZM Tour 2007 -하극상-」을 시부야 공회당에서 열림.
- 2008년 1월 16일, 싱글 「태양의 빛마저 들지 않는 이 곳에서 feat.SUGIZO」(陽の光さえ届かないこの場所で feat.SUGIZO)를 발매.
- 2008년 3월 19일, 앨범 「미야비-THIS IZ THE JAPANESE KABUKI ROCK-」를 발매.
- 2008년 5월부터, 첫 월드 투어인 「THIS IZ THE JAPANESE KABUKI ROCK TOUR 2008」를 개최. 미국, 칠레, 브라질, 독일, 네덜란드, 스페인, 잉글랜드, 스페인, 핀란드, 프랑스, 타이완, 대한민국, 중국을 돈다.
- 2008년 6월 27일, 「AZN PRIDE-THIS IZ THE JAPANESE KABUKI ROCK-」을 발매.
- 2008년 12월 25일, TeddyLoid 프로듀서에 의해, 첫 리믹스 앨범 「미야비-miyavi- Remixx album[Room No.382]Remixed by TeddyLoid」을 발매.
- 2009년 3월 14일, 전(前) 가수 Melody.와 혼인 신고를 발표.
- 2009년 7월 29일, Melody.와의 사이에서 첫째 아이 (딸)이 탄생.
- 2010년 1월 1일, EMI MUSIC JAPAN으로의 이적을 발표. 아티스트명을 雅-MIYAVI-(구: 雅-miyavi-)로 변경을 발표.

## 작품

### 싱글
| 순서 | 발매일           | 제목 | 비고                    |
| ---- | ---------------- | --- | ----------------------- |
| 1    | 2004년 10월 20일 | 록의 역습 -슈퍼스타의 조건-/21세기형 행진곡 (ロックの逆襲 -ス-パ-スタ-の條件-/21世紀型行進曲 록쿠노갸쿠슈우 -슈파스타노조켄-/니쥬잇세이키카타코우신쿄쿠[*])                                                                                   | 양A면 싱글              |
| 2    | 2005년 5월 4일   | Freedom Fighters -아이스크림을 든 맨발의 여신과, 기관총을 든 누드의 임금님- (Freedom Fighters -アイスクリ-ム持った裸足の女神と、機関銃持った裸の王様- Freedom Fighters -아이스쿠리무못타 하다시노메가미토, 기칸쥬우못타 하다카노오오사마-[*]) |                         |
| 3    | 2005년 10월 12일 | 결혼식 노래/Are you ready to ROCK? (結婚式の唄/Are you ready to ROCK? 겍콘시키노우타/Are you ready to ROCK?[*]) | 양A면 싱글              |
| 4    | 2006년 1월 18일  | 세뇨르 세뇨라 세뇨리따/Gigpig부기 (セニョ-ルセニョ-ラセニョリ-タ/Gigpigブギ señor señora señorita/Gigpig Boogie'[*]) | 양A면 싱글              |
| 5    | 2006년 4월 12일  | Dear my friend/사랑스러운 사람 Dear my friend/(愛しい人 Dear my friend/이토시이히토[*]) | 양A면 싱글              |
| 6    | 2006년 7월 5일   | 너에게 소원을 ('君に願いを 키미니네가이오[*]) | 10,000매 한정 발매 싱글 |
| 7    | 2007년 6월 20일  | 흐드러지게 핀 꽃처럼/가부키 남자 (咲き誇る華の様に/歌舞伎男子 사키호코루하나노요우니/카부키단시[*]) | 양A면 싱글              |
| 8    | 2007년 11월 14일 | 얼마나 멋진가, 이 세상 -WHAT A WONDERFUL WORLD- (素晴らしきかな、この世界 -WHAT A WONDERFUL WORLD- 스바라시키카나, 고노세카이 -WHAT A WONDERFUL WORLD-[*])                                                                                    |                         |
| 9    | 2008년 1월 16일  | 햇빛마저 들지 않는 이 곳에서 feat. SUGIZO (陽の光さえ届かないこの場所でfeat. SUGIZO 히노히카리사에토도카나이고노바쇼데 feat. SUGIZO[*]) |                         |
| 10   | 2010년 3월 17일  | SURVIVE | iTunes 디지털 음원 발매 |
| 11   | 2010년 9월 15일  | TORTURE | EMI 이적 후 첫 싱글     |

### 앨범
| 순서 | 발매일           | 제목 | 비고                                |
| ---- | ---------------- | --- | ----------------------------------- |
| 1    | 2005년 6월 1일   | 미야비-miyavizm-주의 (雅-miyavizm-主義 미야비-miyavizm-슈기[*])                                                                 |                                     |
| 2    | 2006년 8월 2일   | MYV☆POPS |                                     |
| 3    | 2006년 9월 13일  | 미야비-미야비 노래-노래 ~독주~ (雅-みやびうた-歌 ~獨奏~ 미야비-미야비우타-우타 ~도투소우~[*])                                   |                                     |
| EP   | 2007년 7월 18일  | 7 SAMURAI SESSIONS -We're KAVKI BOYZ-                                                                                           |                                     |
| 4    | 2008년 3월 19일  | 미야비-THIS IZ THE JAPANESE KABUKI ROCK- (雅-THIS IZ THE JAPANESE KABUKI ROCK- 미야비-THIS IZ THE JAPANESE KABUKI ROCK-[*])     |                                     |
| EP   | 2008년 6월 27일  | AZN PRIDE-THIS IZ THE JAPANESE KABUKI ROCK-                                                                                     | 아시아 데뷔 기념 앨범               |
| EP   | 2008년 8월 27일  | AZN PRIDE-THIS IZ THE JAPANESE KABUKI ROCK-                                                                                     | 아시아 데뷔 기념 앨범 일본내 한정반 |
| EP   | 2008년 12월 24일 | 미야비-miyavi- Remixx album 【Room No.382】 Remixed by TeddyLoid (雅-miyavi- Remixx album 【Room No.382】 Remixed by TeddyLoid) |                                     |
| BEST | 2009년 4월 22일  | VICTORY ROAD TO THE KING OF NEO VISUAL ROCK                                                                                     |                                     |
| BEST | 2010년 3월 24일  | FAN'S BEST | 팬 투표에 의한 베스트 앨범          |
| 5    | 2010년 11월 24일 | WHAT'S MY NAME? |                                     |

### 영상 작품
| 순서 | 발매일           | 제목 |
| ---- | ---------------- | --- |
| 1    | 2005년 12월 7일  | 1인극2 ~돌아온 Mr.비주얼 계~ (一人藝2 ~歸ってきたMr.ヴィジュアル系~) |
| 2    | 2007년 1월 17일  | 1인극3 (一人藝3) |
| 3    | 2007년 5월 2일   | 25주년 기념 공연·도쿄 예술 극장 5days ~독주~ (25周年記念公演·東京芸術劇場5days ~獨奏~) |
| 4    | 2008년 5월 7일   | The Beginning Of NEO VISUALIZM Tour 2007-하극상-Live at 시부야 공회당(C.C.Lemon Hall) (The Beginning Of NEO VISUALIZM Tour 2007-下克上-Live at 澁谷公會堂(C.C.Lemon Hall))                     |
| 5    | 2008년 12월 24일 | THIS IZ THE ORIGINAL SAMURAI STYLE-미야비적 21세기형 세계 견문록 + 가부키쵸 남자적 근대 속세 동화집 (THIS IZ THE ORIGINAL SAMURAI STYLE-雅的二十一世紀型世界見聞録+歌舞伎男子的近代浮世動画集) |

## TV
- 신 도모토 쿄다이 (2004년 10월 먼슬리 게스트)

## 영화
- 오레사마
- 언브로큰 (2014) - 와타나베 역
- 콩: 스컬 아일랜드 (2017)
- 오시로가의 비밀 (2018) - 진 역
- 말레피센트 2 (2019) - 우도 역

## 같이 보기
- PS COMPANY
  - the GazettE
  - Kra
- S.K.I.N.
- TeddyLoid